# Guillaume Dubufe
Pour les articles homonymes, voir Dubufe.
Guillaume Dubufe, né à Paris le 16 mai 1853 et mort en mer au large de Buenos Aires le 25 mai 1909, est un peintre et illustrateur français.

## Biographie
Fils du peintre Édouard Louis Dubufe et de la sculptrice Juliette Dubufe née Zimmerman, Guillaume-Édouard-Marie Dubufe voit le jour à Paris, entouré de son grand-père paternel Claude-Marie Dubufe, également peintre, et de son oncle maternel le compositeur Charles Gounod.
Issu d'une famille d'artiste, il est d'abord élève de son père. Sa mère meurt en couches après avoir donné naissance à une fille deux ans après sa naissance.
Il poursuit sa formation sous la direction d'Alexis-Joseph Mazerolle et d'Alexandre Cabanel à l'École des beaux-arts de Paris.
En 1875, il épouse Cécile Woog. Le couple aura cinq enfants, dont Juliette Dubufe-Wehrlé, qui deviendra également peintre.
Il est suffisamment fortuné pour racheter l'hôtel particulier que son confrère Roger Jourdain venait de faire construire. Édifié dans le quartier de la Plaine-de-Monceaux alors à la mode, l'hôtel, construit en 1878, est situé au 43, avenue de Villiers,.
En 1885, Guillaume Dubufe décore le plafond du foyer de la Comédie-Française.
La famille fait de longs séjours dans sa grande villa d'Anacapri dans l'île de Capri en Italie, où Dubufe réalise des tableaux représentant sa maison et qui seront exposés en 1906 à la galerie Georges Petit à Paris. Il semble qu'il y travaille également de 1888 à 1890 à une série de grands tableaux sur la Vierge Marie.
En 1891, il réalise la décoration des plafonds de la galerie Lobau à l'hôtel de ville de Paris, de la salle des fêtes du palais de l'Élysée en 1894 et de la bibliothèque de Sorbonne en 1896. Cette même année, il conçoit et réalise le décor pour le Salon de la Société nationale des beaux-arts à Paris. Il est membre de la délégation de la Société nationale des beaux-arts de 1901 à 1905.
En 1900, il peint le panneau Lyon pour la grande salle du restaurant Le Train bleu de la gare de Lyon à Paris.
Le peintre Lorrain Émile Friant (1863-1932), son confrère et ami, exécute son portrait en 1905 (Paris, musée d'Orsay).
Guillaume Dubufe réalise de 1906 à 1909 la décoration de l'hôtel de ville de Saint-Mandé en collaboration avec son demi-frère et condisciple de l'atelier Cabanel aux Beaux-Arts, le peintre Édouard Rosset-Granger. Il expose cette année-là l'aquarelle L'Amour et Psyché au Salon de la Société nationale des beaux-arts.
Nommé commissaire du deuxième Salon des peintres français à Buenos-Aires, Guillaume Dubufe meurt subitement le 25 mai 1909, au large des côtes du Brésil à bord du paquebot transatlantique qui l'y emmenait. Il est inhumé à Paris au cimetière du Père-Lachaise (10e division), où sa tombe est réalisée par l'architecte Jean Camille Formigé (1845-1926). Le comité s'occupant de l'érection du tombeau de l'artiste commande à son ami le sculpteur Albert Bartholomé (1848-1928) les deux bas-reliefs qui ornent sa sépulture.

## Œuvre

### Œuvres dans les collections publiques

#### Œuvres sur papier
- Limoges, préfecture du Limousin : L'Éveil, 1910,  pastel.
- Troyes, musée des Beaux-Arts :
  - Nu féminin, 1882, fusain, craie blanche sur papier bleu ;
  - Portrait de Madame Roger Ballu, 1884, fusain, craie sur papier bleu.
- Paris, musée du Louvre, département des arts graphiques :
  - La Maison de la Vierge, 1889, mine de plomb, étude pour le tableau éponyme. Reprise sous le titre L'Enfant, lithographie, dans L'Estampe moderne en 1897 ;
  - Portrait de Mademoiselle Claire du Loche, épouse de Charles Grandjean, 1883, aquarelle ;
  - Portrait en frise des cinq enfants de l'artiste, vus en buste à Capri, vers 1890,  aquarelle ;
  - Sainte-Cécile sous les traits d'une jeune fille vêtue d'une tunique ;
  - Les Heures de la Vierge, encre noire et couleur ;
  - Prière ;
  - Tonnelle ensoleillée, avec un chien dormant, mine de plomb ;
  - Escalier passant entre deux murets, mine de plomb.

#### Peintures
| Tableau | Titre                                                                       | Date      | Dimensions     | Notes                                                               | Lieu de conservation                                           |
| ------- | --------------------------------------------------------------------------- | --------- | -------------- | ------------------------------------------------------------------- | -------------------------------------------------------------- |
|         |                                                                             |           |                |                                                                     |                                                                |
|         | La Mort d'Adonis                                                            | 1877      |                |                                                                     | Localisation inconnue, autrefois à Rouen, musée des Beaux-Arts |
|         | Étude de jeune fille nue                                                    | vers 1877 | 195 × 103 cm   |                                                                     | Rouen, musée des Beaux-Arts                                    |
|         | L'Atelier de la rue d'Aumale                                                | 1878      | 38 × 27 cm     |                                                                     | Localisation inconnue                                          |
|         | Sainte Cécile                                                               | 1878      | 298 × 170 cm   |                                                                     | Clermont-Ferrand, musée d'Art Roger-Quilliot                   |
|         | Madame Guillaume Dubufe                                                     | 1881      | 49,5 × 35 cm   |                                                                     | Paris, musée d'Orsay                                           |
|         | Portrait de Gabrielle Dubufe                                                | vers 1882 | 49 × 39 cm     |                                                                     | Localisation inconnue                                          |
|         | La Musique sacrée et La Musique profane                                     | 1882      | 577 × 400 cm   | diptyque                                                            | Amiens, musée de Picardie                                      |
|         | La Vérité entourée du Drame, de la Comédie, de la Tragédie, et de la Poésie | 1885      | 124 × 63 cm    | Esquisse pour le plafond de la Comédie-Française                    | Paris, musée d'Orsay                                           |
|         | La Vérité entourée du Drame, de la Comédie, de la Tragédie, et de la Poésie | 1885      | 71 × 43 cm     | Esquisse pour le plafond de la Comédie-Française                    | Moulins, musée Anne-de-Beaujeu                                 |
|         | Femme à Anacapri                                                            | 1886      | 39 × 29 cm     |                                                                     | Localisation inconnue                                          |
|         | Diane, reine de la nuit                                                     | 1887      | 92,5 × 60 cm   | Esquisse                                                            | Paris, Petit Palais                                            |
|         | Cypris                                                                      | vers 1889 |                |                                                                     | Localisation inconnue                                          |
|         | Petite fille à Capri                                                        | vers 1890 | 70 × 43 cm     |                                                                     | Localisation inconnue                                          |
|         | La Maison de la Vierge                                                      | 1890      | 294,5 × 201 cm |                                                                     | Paris, musée d'Orsay                                           |
|         | Décoration de la galerie Lobau                                              | 1891      |                |                                                                     | hôtel de ville de Paris                                        |
|         | Cypris                                                                      | vers 1891 |                | Variante                                                            | Localisation inconnue                                          |
|         | L'Eau et Le Feu                                                             | 1892      | 127 × 68 cm    |                                                                     | Localisation inconnue                                          |
|         | Portrait de Mme de Beauchamp et ses enfants                                 | 1895      | 211 × 141 cm   |                                                                     | Poitiers, musée Sainte-Croix                                   |
|         | La République sauvegarde la Paix                                            | 1896      |                |                                                                     | Paris, palais de l'Élysée, plafond de la salle des fêtes       |
|         | Allégorie de l'Art                                                          | 1896      |                |                                                                     | Paris, palais de l'Élysée, salle des fêtes                     |
|         | Allégorie de la Science                                                     | 1896      |                |                                                                     | Paris, palais de l'Élysée, salle des fêtes                     |
|         | Et Scientia quoque poesis erit                                              | 1897      |                | Plafond de la grande salle de lecture (salle Jacqueline de Romilly) | Paris, Bibliothèque interuniversitaire de la Sorbonne          |
|         | Portrait de Juliette et Mireille Dubufe                                     | 1898      |                |                                                                     | Localisation inconnue                                          |
|         | La Ville de Lyon                                                            | 1899      | 82,4 × 82,4 cm | Esquisse pour le buffet de la gare de Lyon à Paris                  | Paris, Petit Palais                                            |
|         | Lyon                                                                        | 1900      |                |                                                                     | Paris, gare de Lyon, grande salle du restaurant Le Train bleu  |
|         | Décorations pour l'hôtel de ville de Saint-Mandé                            | 1906-1909 |                | Six toiles en collaboration avec Édouard Rosset-Granger             | Saint-Mandé, hôtel de ville                                    |

#### Photographies
Ensemble de photographies réalisées à Capri vers 1890, conservées au musée d'Orsay à Paris :
- Trois petites filles sous une treille ;
- Petite fille tenant un panier et paysanne assise devant une maison ;
- Treille à Capri ;
- Deux enfants assis sur un mur dans une oliveraie ;
- Petites paysannes avec des cruches.

### Illustrations
- L'Aventurière, comédie en vers d'Émile Augier, compositions de Guillaume Dubufe, eaux-fortes d'A. Morse, Éditions Calmann-Lévy, 1892.
- La Ciguë, comédie en vers d'Émile Augier, compositions de Guillaume Dubufe, et eaux-Fortes de A. Morse, Éditions Calmann-Lévy, 1893.
- Gabrielle d'Émile Augier, eaux-fortes d'après les compositions de Guillaume Dubufe, Paris, Éditions Calmann-Lévy, 1894.
- Sapho, opéra d'Émile Augier, compositions de Guillaume Dubufe, et eaux-Fortes d'A. Morse, Éditions Calmann-Lévy, 1897.
- Le Joueur de flûte, comédie en un acte en vers illustrée avec six compositions à l'eau-forte par A. Morse d'après Guillaume Dubufe, 1897.
- Un homme de bien, comédie en vers d'Émile Augier, compositions de Guillaume Dubufe, et eaux-fortes d'A. Morse, Éditions  Calmann-Lévy, 1897.

### Publications
- La Valeur de l'Art, Éditions E. Flammarion, « bibliothèque de philosophie scientifique », 1908.

## Œuvres exposées au Salon
- 1877 : Étude de jeune fille nue (musée des Beaux-Arts de Rouen).
- 1881 : Portrait de Mme Guillaume Dubufe née Cécile Woog.
- 1891 : La Cigale et La Fourmi.
- 1893 : Portrait de Mme Dubufe.
- 1906 : L'Amour et Psyché.

## Expositions
- 1894 : 1re « Exposition d'art photographique », galerie Georges Petit, Paris.
- Exposition universelle de 1900 à Paris : Portrait de Mme Guillaume Dubufe née Cécile Woog et La Maison de la Vierge, laquelle lui vaut une médaille.
- Exposition universelle de 1904 à Saint-Louis : La Maison de la Vierge.
- 1906 : « Paysages de Capri », du 17 au 31 janvier, galerie Georges Petit, Paris.
- 1908 : « Portraits d'hommes et de femmes célèbres », pavillon du parc de Bagatelle, Paris.
- 1910 : « Exposition rétrospective de l’œuvre de Guillaume Dubufe à la Société nationale des Beaux-Arts en 1910 », Paris.
- 1988 : « Claude-Marie, Édouard et Guillaume Dubufe : portraits d'un siècle d'élégance parisienne », Délégation à l'action artistique de la Ville de Paris, mairies des 9e et 16e arrondissements de Paris.
- 2018 : « Claude-Marie, Édouard et Guillaume Dubufe (1790-1909), la peinture en héritage », du 15 mars au 24 juin, musée des Avelines, Saint-Cloud.